# GROW系列
《GROW》（直譯：成長，另譯成長球）是由日本獨立電子遊戲開發者On開發的一系列Flash益智游戏，這些遊戲均被發佈在On的網站EYEZMAZE上。《GROW》的首個遊戲於2002年2月7日發佈，至今有12個完整版本、7個迷你遊戲及1個取消了的遊戲。而於最近發佈的遊戲於2018年11月發佈。系列中的所有遊戲均為簡單的點擊遊戲，要求玩家判斷正確的按鈕次序，以將遊戲中的物件升到最高等級，並達到遊戲的好結局。遊戲的畫面簡單，且其圖形多以可愛的造型出現，並不時使用一些來自On創作的另一個遊戲系列《Tontie》中的各種生物。
遊戲系列獲得的評論基本上都是正面的。這些正面的評論稱讚遊戲簡單的概念、可愛的造形、以及創意。而批評則主要指出遊戲過於公式化，以及缺乏重玩性。雖然大部份玩家都認為《GROW》是一種益智遊戲或解迷遊戲，但於2008年，國際遊戲開發者協會則指出「《GROW》系列是定義新類型遊戲的一個好例子」。

## 遊戲

《GROW 第3版》截圖

在《GROW》系列遊戲中，玩家會得到一些在遊戲中增添物件的按鈕。當玩家按下這些按鈕後，按鈕上的物件就會被添加進遊戲中。而玩家在遊戲中的目的就是找出按按鈕的順序，以達到遊戲的好結局。在每個遊戲中的按鈕數目介乎於5至12之間。當按鈕數目越多，遊戲就會有更多結局。而按鈕數量與結局數量的關係能以階乘顯現。例如，若遊戲僅有5個按鈕，那麼遊戲就會有120個結局。相反，若遊戲有多達12個按鈕，那麼遊戲就會有多達4.79億個結局。
遊戲中，每當玩家按了一個按鈕後，遊戲中的物件就可能會而升級。而因為較早被加入遊戲的物件不會在遊戲中消失，所以較遲才被加入遊戲的物件就會與較早被加入遊戲的物件互動。這些互動可能會導致升級、降級或保持不變。而若玩家仔細觀察那些物件會有什麼效果，以及它們之間的關係，那麼玩家就能夠揣測出正確的按鈕順序，並達到遊戲的好結局。當所有按鈕生成的物件升到最高級時，遊戲就會達到好結局，而玩家就會勝出。
《GROW》系列中的每個遊戲都有一個好結局，許多壞結局，以及可能會有一至數個隱藏的彩蛋結局。《GROW》系列亦有6個迷你遊戲，而這些迷你遊戲的按鈕數量通常都會相對少，且設計亦會相對簡單。這些迷你遊戲的按鈕數量介乎於2至6之間。若遊戲僅有2個按鈕，那麼遊戲就僅有2個結局。

## 歷史
《GROW》系列中的首個遊戲為於2002年2月發佈的《GROW 第3版》。《GROW 第3版》是遊戲的第三個版本（首兩個遊戲分別沒有設置背景音樂及分數）。在遊戲發佈後，On決定把「第3版」字句留在遊戲的名稱中。完成《GROW 第3版》後，On便繼續完成了《GROW 立方》及《GROW 飾品》。於2005年起，《GROW》系列遊戲終於吸引西方電子遊戲新聞的關注。當人們開始質疑為何《GROW》系列遊戲是以「第3版」開始時，On便決定重製第1版及第2版，並分別於2006年6月及12月發佈。
起初，《GROW》系列只有日語版本遊戲。但隨著中文、英語、西班牙語、韓文、以及法語玩家的增加，On便於2009年4月利用翻譯網站把《GROW》系列遊戲翻譯成這些語言。
於2018年中，On發佈重製GROW系列的消息，並宣佈改用HTML5編程，而非原本的FLASH，原因是FLASH在他的網站上崩潰了，且難以將FLASH遊戲移植至手機平台上。On也展開了一個募款活動，至今共籌得逾一萬美元。
2018年6月21日，On宣佈自己需要動心臟手術，GROW系列的未來路向將會取決於該手術的結果。 2019年7月20日，On表示手術成功。

## 評價
儘管遊戲簡單，但《GROW》系列收到的評論基本上都是正面的。《PC Gamer》的賈茲·麥克杜格爾指出遊戲簡單的卡通視覺效果為玩家們產生了一個超現實的遊戲體驗 ，並建議系列中部份較複雜的遊戲可以設置多人模式。岩石、紙、獵槍的亞歷克·米爾把此遊戲系列描述為「可愛的」和「夢一般的」，而《衛報》的納奧米·阿爾德曼則把它描述為「迷人的」、「異想天開的」、以及「兒童友好的」。Indiegames.com的邁克爾·羅斯指出《GROW》系列遊戲讓玩家「感覺一切都很好」，並把遊戲體驗描述為「在博物館的展覽內按下按鈕……以觀賞世界的發展」。GameSetWatch的埃里克·沙威利則稱讚On在遊戲中利用幽默鼓勵正在摸索的玩家。On有規律性地上載《GROW》系列遊戲亦吸引不同的評論家，如《纽约时报》的查爾斯·赫羅爾德、遊戲開發者戴文·葛羅斯曼、以及遊戲開發商Spry Fox。
另一方面，《GROW》系列獲得的負面評論則主要批評系列中所有遊戲過於公式化，每個遊戲的差別不大。但是，他們亦承認《GROW 大砲》及《GROW RPG》能夠增添系列的新鮮感，使玩家們仍然對此遊戲系列感興趣。影音俱樂部的遊戲公會亦批評缺乏重玩性，並指出「再次玩《GROW》遊戲的樂趣不大」。

## 《GROW》系列

### 主要系列
- 《GROW 第1版》（2006年12月；[26]重製：2008年5月-7月）[27][28][29]
- 《GROW 第2版》（2006年6月）[10]

手機版遊戲稱為「GROW 叢林」。
- 《GROW 第3版》（2002年2月；[30]重製：2009年6月）[31]
- 《GROW RPG》（2005年7月）[32][33]
- 《GROW 立方》（2005年9月）[34]
- 《GROW 島嶼》（2007年9月）[35]
- 《GROW 塔樓》（2009年1月）[36]
- 《GROW 山谷》（2010年8月）[37]
- 《GROW 大砲》（2011年1月）[38]
- 《GROW 森林》（2012年12月，取消）[39]
- 《GROW 迷宮》（2013年3月）[40]
- 《GROW 黏土》（2014年2月）[41]
- 《GROW 公園》（2015年8月）
- 《GROW 灰姑娘》（2016年）
- 《GROW 感謝》（2018年11月）

### MiniGROW系列
- 《GROW 飾品》（2005年12月）[42]
- 《GROW 奈米 第0版》（2006年7月）[43]
- 《GROW 奈米 第1版》（2006年8月）[44]
- 《GROW 奈米 第2版》（2007年2月）[45]
- 《GROW 奈米 第3版》（2008年2月）[46]

手機版遊戲稱為「GROW 復原」。
- 《GROW 奈米 第4版》（2011年5月）[47]

## 外部連結
- 《GROW》官方網站 （页面存档备份，存于）